# Oancea, Brăila
Oancea este un sat în comuna Romanu din județul Brăila, Muntenia, România.